# Gerhard Schwenzer
Gerhard Schwenzer (Lorch, 1 oktober 1938) is een Duits geestelijke en bisschop van de Rooms-Katholieke Kerk.
Schwenzer bezocht de kloosterschool van Niederlahnstein en vervolgde zijn roeping door toe te treden tot de Congregatie van de Heilige Harten van Jezus en Maria, ook bekend als de Picpus-paters. In het studiehuis van die congregatie in Simpelveld vervolgde hij zijn theologische studies. Hij studeerde vervolgens theologie in Rome en aan de Universiteit van Heidelberg, waar hij promoveerde in de godgeleerdheid. Hij werd in 1964 priester gewijd.
Zijn congregatie, die van de Picpuspaters, hadden al langere tijd een missiepost in Noorwegen. Zo werd ook Schwenzer naar Trondheim gezonden, waar hij in 1974 werd benoemd tot bisschop. In 1981 benoemde paus Johannes Paulus II hem tot bisschop-coadjutor van het bisdom Oslo. In 1983 volgde hij John Willem Gran als bisschop en als primaat van de Noorse kerkprovincie. Hij was vervolgens lange tijd president van de Noordische Bisschoppenconferentie, die is samengesteld uit de bisschoppen van de Scandinavische landen.
Bisschop Schwenzer ging in 2005 met emeritaat. Paus Benedictus XVI benoemde Bernt Ivar Eidsvig tot zijn opvolger.

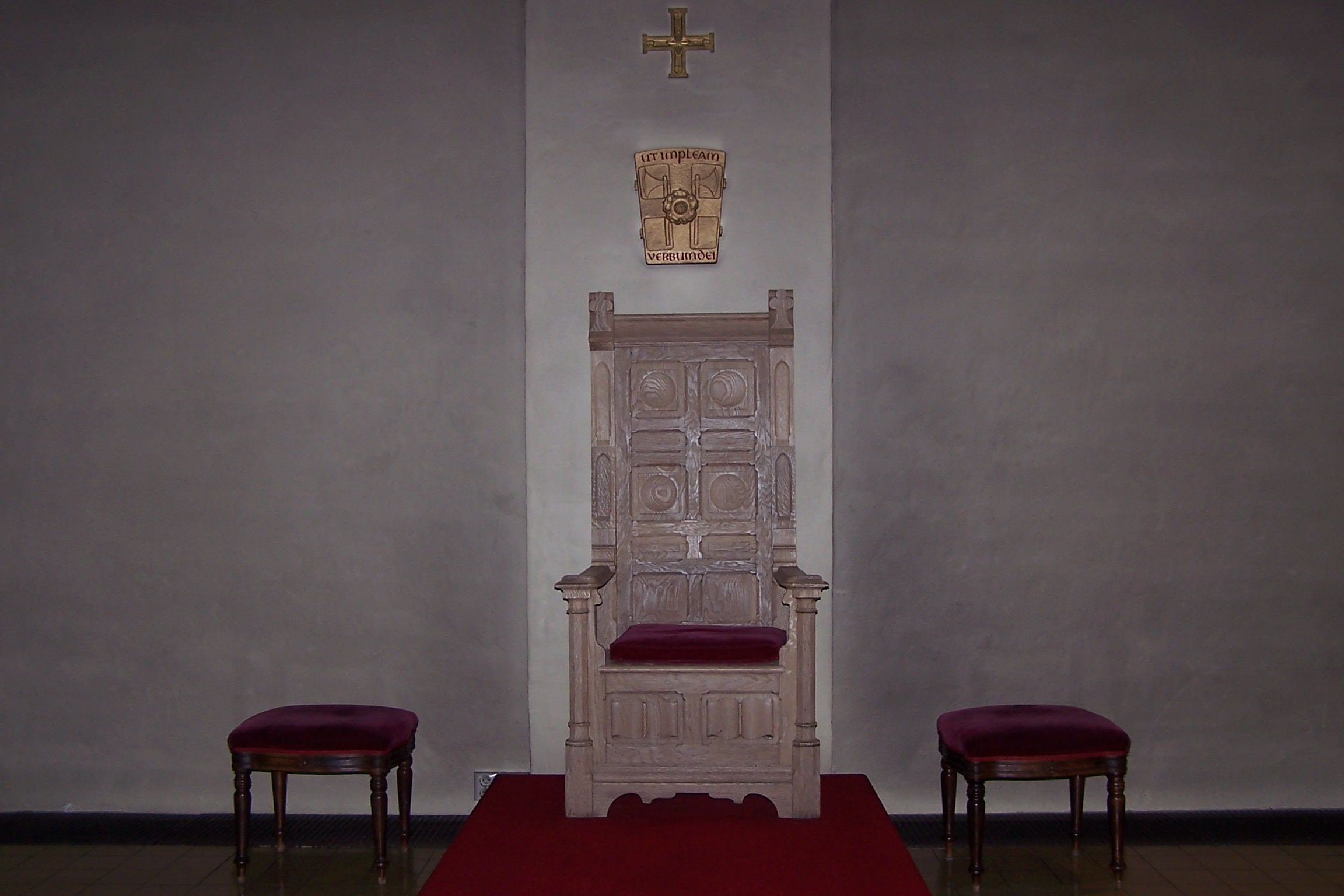
Wapen van Gerhard Schwenzer boven de bisschopszetel van Oslo (februari 2006)

- Bibsys: 99007412
- Istituto Centrale per il Catalogo Unico: LIGV063047
- Virtual International Authority File: 305418891